# Que wea
Que wea è un singolo della cantante cileno-statunitense Paloma Mami, pubblicato il 14 maggio 2021 come sesto singolo estratto dal primo album in studio Sueños de Dalí.

## Video musicale
Il video del singolo, diretto dalla cantante stessa insieme a Kyle O’Brien, è stato pubblicato sul canale YouTube-Vevo della cantante in concomitanza con la sua commercializzazione. Prima che il video venisse pubblicato, sono state postate delle anteprime e dei video provenienti dal backstage.